# Yo amo a Shirley Valentine
Shirley Valentine, conocida también como Yo amo a Shirley Valentine, es una película de comedia dramática romántica británica de 1989 dirigida por Lewis Gilbert. 
El guion de Willy Russell se basa en su obra de teatro de un solo personaje del mismo título de 1986, que sigue a Shirley Valentine, de mediana edad, en un inesperado descubrimiento de sí misma, y reaviva sus sueños de la infancia y el amor juvenil por la vida.
La actriz Pauline Collins, protagonista del filme, recibió una nominación en los Premios Oscar por su interpretación.

## Sinopsis
Shirley Valentine es una aburrida ama de casa de Liverpool de clase trabajadora de 42 años, cuya vida y matrimonio inicialmente enriquecedor se ha asentado en una rutina estrecha e insatisfactoria, dejando pocos amigos y sus sueños de la infancia sin cumplir y se siente como si su marido y sus hijos la tratan como a una sirvienta.
Cuando su extravagante amiga Jane gana un viaje para dos a Grecia, Shirley se pone a sí misma en primer lugar y acepta la invitación de Jane.
Shirley tiene muchas dudas sobre sí misma y, en última instancia, solo se va gracias al aliento inesperado de su vecina Gillian, quien deja caer su aire de superioridad para revelar su respeto y apoyo emocional a los planes de Shirley, y la ex enemiga de la escuela, Marjorie Majors, quien revela que ella de hecho había sentía envidia del papel rebelde de Shirley en la escuela y se había convertido en una prostituta de clase alta en lugar de una prestigiosa azafata.

## Reparto
- Pauline Collins como Shirley Valentine-Bradshaw
- Tom Conti como Costas Dimitriades
- Julia McKenzie como Gillian
- Alison Steadman como Jane
- Joanna Lumley como Marjorie Majors
- Sylvia Syms
- Bernard Hill como Joe Bradshaw
- George Costigan como Dougie
- Anna Keaveney como Jeanette
- Tracie Bennett como Millandra Bradshaw
- Ken Sharrock como Sydney
- Karen Craig cómo Thelma
- Gareth Jefferson como Brian Bradshaw
- Gillian Kearney como Shirley de joven
- Catharine Duncan como Marjorie de joven

## Lanzamiento
La película inauguró el Festival de Cine de Montreal en el Théâtre Maisonneuve el 24 de agosto de 1989. A diferencia de la mayoría de los estrenos del festival en el Quebec francófono , se proyectó sin subtítulos en francés.
La película se estrenó en Estados Unidos y Canadá el 30 de agosto, en Londres el 13 de octubre y en el Reino Unido el 27 de octubre de 1989.

## Recepción de la crítica
En general, la película fue recibida favorablemente y ganó varios premios; las críticas generalmente se centraron en la transición de la obra unipersonal a la pantalla en la que la actuación de Collins proporcionó la fuerza de la película y gran parte del resto se consideró débil.
Jow Brown de The Washington Post calificó la película como "una pequeña película inusualmente cálida y relajada ... sin un regusto empalagoso y endulzado artificialmente". Continuó: "La historia es un poco romántica, pero genera muchas risas cómodas y reconfortantes, e incluso puede servir como una llamada de atención para algunos"."
Variety calificó la película de "desigual pero generalmente deliciosa" y Pauline Collins de "irresistible".